# Juan Antonio Montenegro
Juan Antonio Montenegro y Arias (Sayula, Nueva Galicia, 26 de diciembre de 1769 - Guadalajara, Jalisco, 9 de abril de 1833) fue un abogado y teólogo novohispano simpatizante de las ideas de la Ilustración que defendió la soberanía popular trazando un plan para independizar a la Nueva España. Fue enjuiciado, encarcelado y desterrado. Posteriormente se ordenó sacerdote y fue diputado del Congreso Constituyente del Estado de Jalisco. Es considerado un precursor ideológico de la independencia de México. Su medio hermano José Guadalupe Montenegro fue un importante militar y gobernador de Jalisco, mientras que su sobrino el coronel Miguel Montenegro Villalvazo, fue diputado al Congreso de Jalisco. 

## Estudios
Sus padres fueron Diego Mariano Montenegro y Margarita Arias Camberas. De 1782 a 1790 realizó sus primeros estudios en el Colegio Seminario Conciliar Tridentino del Señor San José en Guadalajara, lugar en donde se hizo afecto a la lectura de los filósofos franceses. Fue compañero de estudios de Francisco Primo de Verdad y Ramos, José María Ángel de la Sierra y Gómez, José Francisco Severo Maldonado y José María Cos y Pérez. Se trasladó a la Ciudad de México para ingresar al Colegio de San Ildefonso en donde estudió, de 1791 a 1793, Derecho canónico. En 1794 obtuvo un doctorado de Teología en la Real y Pontificia Universidad de México.

## Ideas políticas
Durante su paso por el Colegio de San Ildefonso se reunió en la casa del diácono Manuel María Gorriño Arduengo con el presbítero Luis Gonzaga Sagazola, José María Contreras y Andrés José Sánchez de Tagle para comentar sus ideas políticas, especialmente de la Revolución francesa. En otras ocasiones lo hacía en el Portal de Mercaderes, llegando a comentar que:

«La Nueva España se debería de independizar los reyes que ilegalmente poseían esas tierras, ya que las habían tomado por la fuerza. Los vasallos sólo estaban obligados a guardar fidelidad a los reyes, cuando éstos consultaban al pueblo. Pero los de España sólo habían sido unos tiranos de la América poniéndoles unas alcabalas y contribuciones cuantiosas extrayendo crecidos caudales».

Montenegro llegó a criticar a la Iglesia católica denunciando su complicidad con la corona para someter a los habitantes de la Nueva España. Junto con sus seguidores trazó un utópico plan para abolir a la monarquía e instaurar una república, dividiendo al país en doce provincias las cuales serían representadas por un congreso de diputados instalado en la Ciudad de México. Se debería impulsar la ciencia y la educación, asimismo, para compensar el rezago de tres siglos, se deberían abrir fábricas para poder competir económicamente contra Francia y Gran Bretaña.

## Juicio de Inquisición
El 4 de octubre de 1793 fue denunciado ante el marqués de Castañiza, comisario de corte del Santo Tribunal de la Inquisición, por Manuel Velasco, quien fuera su compañero en el Colegio de San Ildefonso. Fue acusado por haber declarado que «en cualquier religión se puede uno salvar», que «la religión era pura política de la cual se habían valido los hombres para sujetar a los pueblos»,  que «algunos de los sumos pontífices no habían sido elegidos canónicamente porque sus elecciones habían sido por empeños de los reyes y no por el influjo del Espíritu Santo y sin embargo estos pontífices decidían y definían las cosas de fe lo mismo que los demás», por leer libros prohibidos por la Inquisición y por haber trazado un plan en contra de la corona.
Sin embargo su expediente quedó olvidado en la mesa del secretario del Tribunal de la Inquisición por casi un año, fue revisado hasta el 17 de septiembre de 1794 por los inquisidores, quienes consideraron de gravedad las acusaciones. El 23 de octubre,  el deán de la Catedral de Guadalajara, Salvador Antonio Roca y Guzmán, ordenó la aprehensión de Montenegro, la cual se llevó a cabo en Sayula. El 7 de noviembre fue trasladado a las cárceles de la Inquisición de la Ciudad de México, rindió su primera declaración el 18 del mismo mes.
La investigación siguió su curso, fueron llamados a declarar José María Contreras, Andrés Sánchez de Tagle y Manuel María Gorriño. Nuevas acusaciones fueron presentadas por el bachiller José María de la Torre, implicando a Gerónimo Covarrubias. En agosto de 1795, como resultado del proceso, y supuestamente por ser partidarios de la Revolución francesa, fueron sentenciados a morir en la hoguera tres de los implicados. El 21 de noviembre de 1795, gracias a su discurso de defensa, Montenegro solamente fue sentenciado a destierro de la corte de Madrid y de la de la Ciudad de México por diez años.
Finalmente las penas fueron conmutadas, Juan Guerrero fue condenado a prisión perpetua en el Peñón de Gibraltar y Juan de la Vara fue recluido en un convento, mientras que José Rodríguez Galicia y José María Contreras fueron desterrados de México. Por su parte, Montenegro debió cumplir dos años de reclusión en el Colegio de Misioneros Apostólicos de la Santa Cruz en Querétaro.

## Sacerdote y diputado
Después de cumplir su sentencia, en 1801, Montenegro se ordenó sacerdote en Guadalajara. Realizó su carrera eclesiástica como capellán en el Santuario de la Virgen del Rosario en  Talpa, y más tarde como canónigo de la Catedral de Guadalajara. En 1823 fue diputado del Congreso Constituyente del Estado de Jalisco. Murió de cólera el 9 de abril de 1833.